# Canton de Grande-Synthe
Le canton de Grande-Synthe est une circonscription électorale française, située dans le département du Nord et la région Hauts-de-France.
À la suite du redécoupage cantonal de 2014, les limites territoriales du canton sont remaniées. Le nombre de communes du canton passe de 2 à 13 + fraction Dunkerque.

## Histoire
Le canton a été créé par le décret no 82-128 du 4 février 1982 par scission du canton de Dunkerque-Ouest.

## Représentation

### Représentation avant 2015
| Période | Période | Identité             | Étiquette   | Qualité |
| ------- | ------- | -------------------- | ----------- | --- |
| 1982    | 1985    | Jacques Bialski      | PS          | Cadre Sénateur du Nord de 1979 à 1997, 1er Vice-Président du conseil régional du Nord-Pas-de-Calais de 1981 à 1986, 1er adjoint au Maire de la ville de Dunkerque de 1995 à 2001, Vice-Président de la Communauté urbaine de Dunkerque de 1989 à 2001.                                                                      |
| 1985    | 1998    | Jean-Pierre Declercq | PS puis DVG | Adjoint au Maire de Grande-Synthe de 1989 à 1992. |
| 1998    | 2015    | Roméo Ragazzo        | PS          | Retraité de l'Éducation nationale Maire de Fort-Mardyck de 1989 à 2010, Maire délégué de Fort-Mardyck de 2010 à 2020 (à la suite de la fusion avec Dunkerque), Vice-Président de la Communauté urbaine de Dunkerque de 1989 à 2014 Suppléant du député Jean Le Garrec (2002-2007) Elu en 2015 dans le Canton de Dunkerque-1 |

### Représentation à partir de 2015
| Période élective | Période élective | Mandat | Mandat   | Identité           | Nuance | Nuance | Qualité |
| ---------------- | ---------------- | ------ | -------- | ------------------ | ------ | ------ | --- |
| 2015             | 2021             | 2015   | 2021     | Bertrand Ringot    |        | PS     | Fonctionnaire Maire de Gravelines depuis 2001, Vice-président du Conseil général du Nord de 2014 à 2015, Conseiller général du canton de Gravelines de 2011 à 2015, Vice-président de la Communauté urbaine de Dunkerque depuis 2001. |
| 2015             | 2021             | 2015   | 2021     | Isabelle Fernandez |        | PRG    | Professeure 1er Adjoint au Maire de Loon-Plage, Conseillère Communautaire à la Communauté urbaine de Dunkerque depuis 2014. |
| 2021             | 2028             | 2021   | en cours | Isabelle Fernandez |        | PRG    | Conseillère sortante |
| 2021             | 2028             | 2021   | en cours | Bertrand Ringot    |        | PS     | Conseiller sortant |

### Résultats détaillés

#### Élections de mars 2015
À l'issue du 1er tour des élections départementales de 2015, deux binômes sont en ballottage : Chantal Denis et Laurent Renaudin (FN, 37,57 %) et Bertrand Ringot et Isabelle Fernandez (Union de la Gauche, 37,18 %). Le taux de participation est de 46,98 % (20 600 votants sur 43 853 inscrits).
Au second tour,  Bertrand Ringot et Isabelle Fernandez (Union de la Gauche) sont élus avec 57,31 % des suffrages exprimés et un taux de participation de 49,31 % (11 573 voix pour 21 622 votants et 43 853 inscrits).

#### Élections de juin 2021
Le premier tour des élections départementales de 2021 est marqué par un très faible taux de participation (33,26 % au niveau national). Dans le canton de Grande-Synthe, ce taux de participation est de 29,23 % (12 744 votants sur 43 596 inscrits) contre 30,39 % au niveau départemental. À l'issue de ce premier tour, deux binômes sont en ballottage : Isabelle Fernandez et Bertrand Ringot (Union à gauche, 55,04 %) et Sophie Coudevylle et Pierre Desmadrille (Union au centre et à droite, 17,73 %).
Le second tour des élections est marqué une nouvelle fois par une abstention massive équivalente au premier tour. Les taux de participation sont de 34,36 % au niveau national, 31,01 % dans le département et 29,34 % dans le canton de Grande-Synthe. Isabelle Fernandez et Bertrand Ringot (Union à gauche) sont élus avec 70,92 % des suffrages exprimés (8 310 voix pour 12 789 votants et 43 594 inscrits),,. 

## Composition

### Composition avant 2015

Situation du canton de Grande-Synthe dans le département du Nord avant 2015.

Le canton de Grande-Synthe se composait d'une fraction de la commune de Dunkerque et de Grande-Synthe.

### Composition depuis 2015
Le canton de Grande-Synthe comprend désormais :

1. 13 communes entières,
2. La partie de la commune de Dunkerque située entre les communes de Grande-Synthe, Spycker et Loon-Plage.

| Nom                                   | Code Insee | Intercommunalité        | Superficie (km2) | Population (dernière pop. légale)             | Densité (hab./km2) | Modifier                                    |
| ------------------------------------- | ---------- | ----------------------- | ---------------- | --------------------------------------------- | ------------------ | ------------------------------------------- |
| Grande-Synthe (bureau centralisateur) | 59271      | CU de Dunkerque         | 21,44            | 20 347 (2022)                                 | 949                | modifier les données · modifier les données |
| Bourbourg                             | 59094      | CU de Dunkerque         | 38,49            | 6 958 (2022)                                  | 181                | modifier les données · modifier les données |
| Brouckerque                           | 59110      | CC des Hauts de Flandre | 11,91            | 1 454 (2022)                                  | 122                | modifier les données · modifier les données |
| Cappelle-Brouck                       | 59130      | CC des Hauts de Flandre | 17,55            | 1 157 (2022)                                  | 66                 | modifier les données · modifier les données |
| Craywick                              | 59159      | CU de Dunkerque         | 7,73             | 770 (2022)                                    | 100                | modifier les données · modifier les données |
| Drincham                              | 59182      | CC des Hauts de Flandre | 3,38             | 282 (2022)                                    | 83                 | modifier les données · modifier les données |
| Dunkerque                             | 59183      | CU de Dunkerque         | 43,89            | Fraction : 218 (2022) Commune : 87 013 (2022) | 1 983              | modifier les données · modifier les données |
| Grand-Fort-Philippe                   | 59272      | CU de Dunkerque         | 3,13             | 4 901 (2022)                                  | 1 566              | modifier les données · modifier les données |
| Gravelines                            | 59273      | CU de Dunkerque         | 22,66            | 11 451 (2022)                                 | 505                | modifier les données · modifier les données |
| Looberghe                             | 59358      | CC des Hauts de Flandre | 19,55            | 1 217 (2022)                                  | 62                 | modifier les données · modifier les données |
| Loon-Plage                            | 59359      | CU de Dunkerque         | 35,67            | 5 995 (2022)                                  | 168                | modifier les données · modifier les données |
| Pitgam                                | 59463      | CC des Hauts de Flandre | 23,37            | 992 (2022)                                    | 42                 | modifier les données · modifier les données |
| Saint-Georges-sur-l'Aa                | 59532      | CU de Dunkerque         | 8,13             | 289 (2022)                                    | 36                 | modifier les données · modifier les données |
| Saint-Pierre-Brouck                   | 59539      | CC des Hauts de Flandre | 8,86             | 983 (2022)                                    | 111                | modifier les données · modifier les données |
| Canton de Grande-Synthe               | 5920       |                         |                  | 57 014 (2022)                                 |                    | modifier les données                        |

## Démographie

### Démographie avant 2015

#### Évolution démographique
| 1982 | 1990   | 1999   | 2006   | 2011   | 2012   |
| ---- | ------ | ------ | ------ | ------ | ------ |
| -    | 37 138 | 34 844 | 32 363 | 31 156 | 31 629 |

#### Pyramide des âges
Comparaison des pyramides des âges du Canton de Grande-Synthe et du département du Nord en 2006
| Hommes | Classe d’âge   | Femmes |
| ------ | -------------- | ------ |
| 0      | 90 ans et plus | 0,2    |
| 2,2    | 75 à 89 ans    | 3,6    |
| 11,1   | 60 à 74 ans    | 11,5   |
| 19,8   | 45 à 59 ans    | 21     |
| 19,5   | 30 à 44 ans    | 20,3   |
| 23,8   | 15 à 29 ans    | 21,6   |
| 23,6   | 0 à 14 ans     | 21,8   |

| Hommes | Classe d’âge   | Femmes |
| ------ | -------------- | ------ |
| 0,2    | 90 ans et plus | 0,8    |
| 4,3    | 75 à 89 ans    | 7,9    |
| 10,3   | 60 à 74 ans    | 11,9   |
| 19,7   | 45 à 59 ans    | 19,4   |
| 21,1   | 30 à 44 ans    | 20,1   |
| 22,6   | 15 à 29 ans    | 21     |
| 21,6   | 0 à 14 ans     | 19     |

### Démographie depuis 2015
En 2022, le canton comptait 57 014 habitants, en évolution de −5,63 % par rapport à 2016 (Nord : +0,51 %, France hors Mayotte : +2,11 %).
| 2013   | 2018   | 2022   |
| ------ | ------ | ------ |
| 58 813 | 59 612 | 57 014 |